# Dusona chechziri
Dusona chechziri là một loài tò vò trong họ Ichneumonidae.